# ال پارکر (تنیس‌باز)
ال پارکر (انگلیسی: Al Parker؛ زاده ۲۲ دسامبر ۱۹۶۸) یک تنیس‌باز اهل ایالات متحده آمریکا است.